# Poll Negre de l'Albereda de Santes Creus
El Poll Negre de l'Albereda de Santes Creus (Populus nigra) és un arbre que es troba a Santes Creus (Aiguamúrcia, l'Alt Camp), el qual és el pollancre més gruixut de l'albereda d'Aiguamúrcia.

## Dades descriptives
- Perímetre del tronc a 1,30 m: 3,78 m.
- Perímetre de la base del tronc: 6,70 m.
- Alçada: 28,32 m.
- Amplada de la capçada: 13 m.
- Altitud sobre el nivell del mar: 300 m.[1]

## Entorn
Està emplaçat en una àrea recreativa amb bancs, taules i barbacoes. És un espai freqüentat per grups familiars que disposa d'un modest servei de bar, on cada dia la gent gran va a fer la partida de cartes. A l'entorn de l'arbre hi ha diferents espècies de plantes silvestres: espàrrecs bords, blet blanc, herba blanera, tomaquera del diable, esbarzer, saüc i lledoner. En l'espai una mica més allunyat, hi creixen càrex, Vinca, aladern fals, freixe de fulla petita, auró blanc, pollancre del Canadà i àlber. Cal destacar la proximitat del Reial Monestir de Santa Maria de Santes Creus, declarat monument nacional.

## Aspecte general
Té bon estat, bon vigor general i el seu port és estirat i esvelt. No s'hi aprecien plagues ni defoliadors aparents. A la soca, s'hi observa una invasió d'heura (Hedera helix), que se li retira periòdicament.

## Accés
Podem accedir a l'albereda del poble de Santes Creus des de Valls per la carretera C-51, trencant a la TP-2002, al quilòmetre 26,8. Una vegada al poble, prenem la baixada que dona accés a la zona de pícnic. Un cop arribem al final, es troben davant del poll negre i enmig de l'albereda i l'àrea recreativa. GPS 31T 0362947 4578548.